# Stepan Smal-Stozkyj

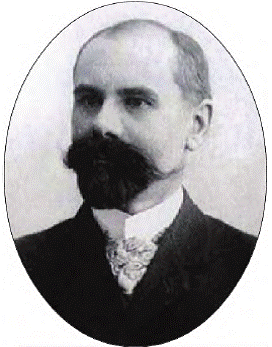
Stepan Smal-Stozkyj

Stepan Smal-Stozkyj (ukrainisch Степан Смаль-Стоцький; * 8. Januar 1859 in Nemyliw (Oblast Lwiw); † 17. August 1938 in Prag) war ein ukrainischer Slawist und Politiker, Abgeordneter zum Bukowiner Landtag (X. Wahlperiode) und zum Österreichischen Abgeordnetenhaus (XII. Legislaturperiode), Professor an der Czernowitzer Universität und an der Freien Ukrainischen Universität in Prag.
Stepan Smal-Stozkyj entstammte einer ukrainischen Bauernfamilie. Er besuchte ein Lemberger Gymnasium. Nach dem Abitur 1878 studierte er slawische Philologie an der Franz-Josef-Universität Czernowitz bei Ignaz Onyszkiewicz. Er setzte 1883 sein Studium an der Universität Wien fort und erhielt 1884 den Doktortitel bei Franz von Miklosich. 1885 wurde er außerordentlicher, 1893 ordentlicher Professor für ruthenische Sprache und Literatur an der Universität Czernowitz. 1894/1895 und 1904/1905 wurde er zum Dekan gewählt.
Ab 1893 war er Abgeordneter zum Bukowiner Landtag (X. Wahlperiode), 1911–1918 Abgeordneter zum Österreichischen Abgeordnetenhaus. 1904 wurde er zum stellvertretenden Landeshauptmann von Herzogtum Bukowina ernannt.
1918 verließ Smal-Stozkyj Czernowitz und kam nach Prag, wo er 1919 den Posten des Gesandten der West-Ukrainischen Volksrepublik übernahm. 1921 wurde er zum Professor der ukrainischen Sprache und Literatur an der Ukrainischen Freien Universität in Prag berufen. Ende 1918 wurde er Mitglied der Ukrainischen Akademie der Wissenschaften.
Smal-Stozkyj propagierte den Gebrauch der Bezeichnung „ukrainisch“ statt der bisherigen „ruthenisch“. Er entwarf die einheitliche ukrainische Orthografie, die 1893 in den Schulen der Monarchie eingeführt wurde. Als Literaturwissenschaftler beschäftigte er sich mit den Werken ukrainischer Schriftsteller.
Smal-Stozkyj war seit seiner Jugend politisch aktiv. Im Bukowiner Landtag führte er die „Jungruthenen“ an. Er gründete ukrainische Volksbildungsvereine und wirtschaftliche Genossenschaften.
Er wurde auf dem Rakowicki Friedhof in Krakau beigesetzt.
Sein Sohn Roman Smal-Stozkyj (1893–1969) wurde Professor für ukrainische Sprache an den Universitäten in Prag (1923–1926), Warschau (1926–1939) und ab 1947 in den USA. Außerdem war Stepan Smal-Stozkyj der Großvater des ukrainisch-kanadischen Literaturwissenschaftlers Jurij Luzkyj.

## Werke (Auswahl)
- mit Theodor Gartner: Grammatik der ruthenischen (ukraïnischen) Sprache. Buchhandlung der Szewczenko-Gesellschaft der Wissenschaften in Lemberg, Wien 1913.
- Ruthenisch-Deutsches Gesprächsbuch. G.J. Göschen, Berlin/ Leipzig 1914.
- Ukrainisches Lesebuch mit Glossar. W. de Gruyter, Berlin 1927.